# Expresso Livre
Expresso Livre é um sistema eletrônico de comunicação e colaboração inteiramente desenvolvido em software livre. Seu objetivo maior é fornecer uma ferramenta economicamente viável, com grande domínio e auto-suficiência do conhecimento e difusão para corporações, dentro e fora do Brasil.
Existem atualmente duas versões em produção do Expresso Livre: o ExpressoV2, baseado no EGroupWare, e o ExpressoV3, baseado no Tine 2.0.

## ExpressoV2
O ExpressoV2 reúne funções de correio eletrônico, agenda, catálogo de endereços, workflow e mensageiria instantânea desenvolvidas pelo comitê gestor do Expresso, que reúne empresas públicas e privadas de informática do Brasil. O ExpressoV2 é uma customização da ferramenta alemã E-GroupWare. Iniciado pela Celepar, o seu objetivo foi fornecer aos usuários do Governo do Estado do Paraná uma ferramenta econômica e de código aberto, em contraste com outras soluções proprietárias, uma vez que estas representavam alto custo para o estado. Entre suas funcionalidades, encontra-se:
- Correio eletrônico (ExpressoMail). Com interface baseada em AJAX, utiliza as tecnologias dos correios web comerciais da atualidade;
- Agenda, sincronizada com módulo de correio, onde usuários recebem aviso por e-mail dos compromissos criados;
- Catálogo de endereços geral de todas as secretarias de Estado juntamente com catálogo pessoal e  possibilidade de criação de grupos pessoais;
- Workflow, módulo para o desenvolvimento de fluxos de trabalho, onde é possível mapear processos, em forma de atividades, com transições, perfis e controle de acesso. Existe um motor de workflow integrado ao módulo que gerencia todos os fluxos;
- Messenger Uma nova interface sem Java applet, refeita usando Javascript e PHP. Pode ser usada a de java também;
- Gerenciador de Arquivos, gerenciador de documentos e arquivos com controle de acesso;
- Expresso Mini Uma nova interface para utilização do Expresso em dispositivos móveis;
- Mailman Admin para administração integrada do serviço MailMan dentro do Expresso;
- Expresso Reports para exibição de relatórios administrativos do Expresso;

Grande parte do ExpressoV2 foi desenvolvido em PHP, com o uso de AJAX na comunicação, o qual exige menos tráfego de dados e propicia uma navegação mais rápida. A API atual do ExpressoV2 é formada pela API do E-GroupWare, versão 1.0.0.007. 

## ExpressoV3
O ExpressoV3 é uma evolução do projeto Expresso Livre, criado com o objetivo de ter um software mais extensível, modular e fácil de manter.
Para isso, foi escolhida como plataforma o projeto Tine 2.0, que era uma resposta às limitações do EGroupware 1.

### Módulos disponíveis
- Expressomail, correio eletrônico eficiente e com interface fácil de usar. Possui as  principais funcionalidades dos melhores sistemas web de correio da  atualidade.
- Agenda, sincronizada com módulo de correio.
- Catálogo de Endereços, um catálogo de endereços geral juntamente com catálogo pessoal e criação de grupos pessoais.
- Tarefas, módulo para controle de tarefas dos usuários.
- Messenger, Provê um mensageiro instantâneo para os usuários do expresso.
- WebConference, Provê Conferência com vídeo e áudio.
- Activesync, Provê sincronização com dispositivos móveis, integrada.
- Administração - Novo módulo de Administração.
- ExpressoLite, Provê  uma interface leve para dispositivos móveis.

### Frameworks
Nesta versão são introduzidos dois frameworks para sustentação da 
aplicação, Zend para tratamento de controle do negócio e ExtJs para 
tratamento da camada de visão.

### Arquitetura de Serviços e Privilégios
A aplicação foi concebida baseada 100% em uma arquitetura voltada 
para utilização das funcionalidades ofertadas como serviços via 
protocolo JSON/XML-RPC.
Também
um novo conceito de ACLs, fora construído, quando agora é possível 
distribuir privilégios   aos diversos usuários via uma combinação de 
grupos e containers disponíveis para este fim.

### Usabilidade
A interface gráfica fora também totalmente remodelada tornando-a 
padronizada para os diversos módulos e seguindo uma arquitetura voltada 
para a facilidade de navegação do usuário.
A navegação entre módulos agora persiste de um módulo ao outro, sem a necessidade de reabertura a estrutura do módulo navegável.
Certamente
se você é usuário de versões anteriores a versão 3.0, necessitará 
ferramentas que facilitem a migração de seus usuários, ou seja, 
basicamente migração de contatos e agenda, ferramentas estas que estarão
disponíveis no Wiki do Site.

## Governança
Os caminho do desenvolvimento do Expresso Livre são decididos pelo Comitê Gestor nos Encontros dos Desenvolvedores do Expresso Livre. O Comitê Gestor é formado por:
- Celepar
- Dataprev
- Prognus Software Livre
- Caixa Econômica Federal
- Procergs

O Serpro deixou o comitê em 2017.

## Utilizadores do ExpressoV2
- Governo do estado do Paraná (aprox. 117 mil usuários) [3]
- Governo de Estado de Alagoas
- Governo do Estado de Pernambuco (aprox. 18.000 mil usuários) - Implantado e mantido pela ATI - Agência de Tecnologia de PE
- Itaipu Binacional (aprox. 1 mil usuários)
- Caixa Econômica Federal
- Cohapar - Companhia de Habitação do Paraná
- Dataprev - Empresa de TI da Previdência Social
- Emgetis - Empresa Sergipana de Tecnologia da Informação
- Prodepa – Empresa de TI do Pará
- Propepi – Empresa de TI do Piauí
- Prodesp – Empresa de TI de São Paulo
- Prodeb - Empresa de TI da Bahia (aprox. 8 mil usuários)[4]
- Prodam – Empresa de TI do Amazonas
- Codin – Agência de TI do Rio Grande do Norte
- Quinto CTA, Exército de Pernambuco
- Primeiro CTA, Exército de Porto Alegre
- ICMBIO(Instituto Chico Mendes)
- PGFN (Procuradoria Geral Fazenda Nacional)
- CINDACTA II - Curitiba-PR
- Camara Municipal de Curitiba-PR
- Sanepar
- Governo de São tomé e Príncipe na África
- TRE-PE - Tribunal Regional Eleitoral de Pernambuco
- TJSE - Tribunal de Justiça do Estado de Sergipe
- TJPE - Tribunal de Justiça de Pernambuco
- Prefeitura de Novo Hamburgo - RS ( 3 mil usuários)
- Prefeitura de Porto Velho - RO
- Governo do Estado de Rondônia [5]
- Procuradoria Geral do Estado de Pernambuco - PGE
- UNIMED de Manaus

## Utilizadores do ExpressoV3
- IFRJ
- Polícia Militar do Espírito Santo
- ANAC (Argentina)
- Antel (Uruguai)

## Melhorias do ExpressoV2 em relação ao EGroupWare
- Correção de bugs da versão 0.9.15 do eGroupware
- Conclusão e correção da tradução dos módulos instalados
- Alterações em funcionalidades existentes
- Criação de novas funcionalidades
  - Versão móvel para celulares
  - Camada de conexão ajax com cache em memória
  - Templates e temas novos
- Criação de novos módulos
  - Contact Center (catálogo pessoal e geral de contatos);
  - ExpressoMail (módulo de correio);
  - ExpressoFilemanager (módulo de compartilhamento de arquivos);
  - ExpressoAdmin (módulo de administração);
  - Mensagens Instântaneas;
  - Mobile (Acesso via celular);
  - Workflow
- Suporte e administração
  - Instalador
  - Live CD